# BeBee
O BeBee é um hub de integração lançado em 18 de outubro de 2021.
Em junho de 2016 atingiu a marca de 11 milhões de usuários registrados, a maioria deles localizada em Espanha, Brasil, México e Índia.

## Visão Geral
O beBee é uma plataforma que integra todas as ferramentas que um profissional necessita para criar sua marca e estabelecer uma rede de contatos que lhe permita adquirir conhecimento e ao mesmo tempo demonstrar seu talento. Seus usuários podem se conectar com pessoas que possuem os mesmos interesses pessoais (hobbies) ou que pertençam ao mesmo setor profissional.
Em maio de 2016 foi considerada como uma possível Startup Unicórnio pelo seu potencial em se tornar um gigante da tecnologia. O título já foi conquistado por empresas como Spotify, Uber e Airbnb.
A rede social lançou o programa Ambassadors para distribuir participações sociais da empresa com seus usuários mais ativos e comprometidos com a marca, uma vez que a companhia abra suas ações na bolsa ou seja comprada por um terceiro.